# رابط دی‌آی‌ان

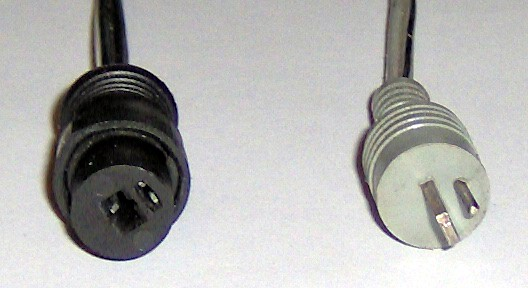
رابط اسپیکر دی آی ان(دوشاخه راست و سوکت چپ)

رابط دی آی ان در اصل توسط شرکت آلمانی دی آی ان ساخته شد. رابط دی آی ان به مجموعه‌ای از رابط‌ها گفته می‌شود که گرد هستند و اولین بار به عنوان رابط صوتی و بعدها به عنوان رابط تصویری استفاده شدند.
رابط‌های دی آی ان با تعداد حفره‌های متفاوت برای استفاده‌ای متفاوت